# Biblioteques de la Universitat Autònoma de Barcelona
El Servei de Biblioteques de la UAB proporciona recursos informatius i serveis de màxima qualitat d'acord amb els objectius d'excel·lència de la UAB en l'educació, la recerca, la innovació i la transferència de coneixement.
Consta de sis biblioteques al campus de Bellaterra, una al campus de Sabadell i quatre a les unitats docents en conveni amb els hospitals. És membre del Consorci de Serveis Universitaris de Catalunya (CSUC) i de la Red de Bibliotecas Universitarias Españolas (REBIUN).
El Servei de Biblioteques de la UAB està format per les següents biblioteques:
- Biblioteca de Ciència i Tecnologia.
- Biblioteca de Ciències Socials.
- Biblioteca del Centre de Documentació Europea.
- Biblioteca de Comunicació i Hemeroteca General.
- Biblioteca d'Humanitats.
- Biblioteca de Medicina.
- Biblioteca Universitària de Sabadell.
- Biblioteca de Veterinària.
- Cartoteca.

## Història
Fa poc més de quaranta anys, a l'inici de la Universitat, les biblioteques es van anar construint dins de cada facultat i algunes s'han mantingut així, encara que amb moltes millores estructurals. Aquest va ser el cas de la Facultat de Medicina, amb la biblioteca del campus de Bellaterra, o la Biblioteca de Veterinària, inaugurada el curs 1987-1988 al nou edifici de la Facultat de Veterinària. Les altres biblioteques van néixer de la fusió de diverses biblioteques de facultat quan va augmentar la necessitat d'espais bibliotecaris per la creació de noves facultats i estudis.

## Fons
Els fons documentals del Servei de Biblioteques de la UAB inclouen un gran nombre de matèries que són fruit de la selecció que fa el professorat per dur a terme les seves tasques de docència i recerca. Aquests fons inclouen una gran varietat de formats, tot i que actualment s'està prioritzant l'adquisició de documents digitals. A la Memòria anual del Servei de Biblioteques es pot consultar les dades actuals i l'evolució de la col·lecció de les biblioteques.
Periòdicament les biblioteques fan exposicions sobre temes d'interès a les Facultats, celebracions de Jornades o amb motiu d'un any temàtic, d'aquesta manera s'afavoreix la consulta i l'ús de la col·lecció. Les pàgines web creades a propòsit d'aquestes exposicions es poden consultar a la web.
Cal destacar els fons personals de les biblioteques de la UAB, resultat d'importants donacions de material per part d'intel·lectuals i estudiosos de diverses branques del coneixement, pertanyents o no a la comunitat universitària. Aquests llegats estan constituïts per diferents tipus de materials (correspondència personal, biblioteques privades, retalls de premsa …) i constitueixen fonts d'informació molt singulars.
- Fons Egozcue.

- Fons Millàs.
- Fons Arbonès.
- Fons Calders.
- Fons Farrera Sampera.
- Fons Jaume Camps.
- Fons Jaume Roca.
- Fons Rosenthal.
- Fons Goytisolo.
- Arxiu Sunyer.
- Fons Cristina Vicente.
- Fons Ramon Ortiz Fornaguera.
- Fons Otto Gutzwiller.
- Fons Pedro Pascual.
- Fons Romaguera.
- Fons Jones.
- Fons Lesfargues.
- Fons Sebastià Sànchez Juan.
- Fons Josep Pedreira.
- Fons Ana Simón.
- Fons Rafel Tasis.
- Fons Lamote de Grignon.
- Fons Lluís Capdevila.
- Fons Antoni Lloret.
- Fons Enric Lluch.
- Fons Jesús Moncada.
- Fons Jordi Castellanos.
- Fons Miquel Tomàs.

Així mateix, les biblioteques de la UAB compten amb un seguit de col·leccions especials formades per documentació rellevant en certs àmbits o tipus de material. Pot tractar-se tant del desenvolupament especial d'una part de la col·lecció o de fons rar i valuós que, per a la seva millor conservació, requereixi d'una ubicació i tractament diferenciats.
- Biblioteca Econòmica Carandell.
- Fons d'Història de la les Ciències.
- Fons d'Història de la Informàtica.
- Fons històric de Veterinària.
- Biblioteca Digital d'Història de l'Art Hispànic.
- Mapes de la Guerra Civil Espanyola.
- Fons del CEDOC.
- Fons de Revistes Marca.
- Guions de Radio Barcelona.
- Arxiu històric de la Societat del Gran Teatre del Liceu.

## Dipòsit Digital de Documents
El DDD, Dipòsit Digital de Documents de la Universitat Autònoma de Barcelona, és l'eina a partir de la qual es recopila, gestiona, difon i preserva la producció científica, docent i institucional de la universitat alhora que recull documents digitals que formen part de les col·leccions de les biblioteques de la UAB o que les completen.